# Pretty Boy Swag
Pretty Boy Swag è una canzone del rapper Soulja Boy, pubblicata l'8 giugno 2010 come primo singolo tratto dal suo terzo album in studio The DeAndre Way. Il brano è stato prodotto dallo stesso Soulja Boy e da G5 Kids.
Il singolo, ha raggiunto la posizione numero 34 della Billboard Hot 100, la posizione numero 6 della Hot R&B/Hip-Hop Songs e la posizione numero 5 della Hot Rap Songs. Il singolo, ha venduto più di 1.000.000 di copie.
Alcuni artisti della scena hip-hop, quali Gucci Mane, Tyga, Ace Hood e Ciara hanno creato delle loro versioni alternative.

## Classifiche
| Classifica (2010)                      | Posizione più alta |
| -------------------------------------- | ------------------ |
| U.S. Hot 100 (Billboard)               | 34                 |
| U.S. Hot R&B/Hip-Hop Songs (Billboard) | 6                  |
| U.S. Hot Rap Songs (Billboard)         | 5                  |